# EtherChannel

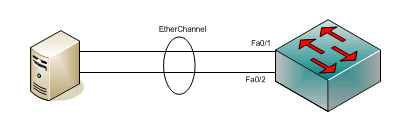
EtherChannel entre un commutador i un servidor

EtherChannel és una tecnologia d'agregació d'enllaços de ports o una arquitectura de canal de ports que s'utilitza principalment als commutadors de Cisco. Permet l'agrupació de diversos enllaços Ethernet físics per crear un enllaç Ethernet lògic amb el propòsit de proporcionar tolerància a errors i enllaços d'alta velocitat entre commutadors, encaminadors i servidors. Es pot crear un EtherChannel a partir d'entre dos i vuit ports actius Fast, Gigabit o 10-Gigabit Ethernet, amb un a vuit ports inactius (conmutació per error) addicionals que s'activen a mesura que fallen els altres ports actius. EtherChannel s'utilitza principalment a la xarxa troncal, però també es pot utilitzar per connectar màquines d'usuari final.
La tecnologia EtherChannel va ser inventada per Kalpana a principis de la dècada de 1990. Kalpana va ser adquirida per Cisco Systems el 1994. L'any 2000, l'IEEE va aprovar 802.3ad, que és una versió estàndard oberta d'EtherChannel.

## Beneficis
L'ús d'un EtherChannel té nombrosos avantatges, i probablement l'aspecte més desitjable és l'ample de banda. Utilitzant el màxim de 8 ports actius, un ample de banda total de 800 Mbit/s, 8 Gbit/s o 80 Gbit/s és possible en funció de la velocitat del port. Això suposa que hi ha una barreja de trànsit, ja que aquestes velocitats no s'apliquen només a una sola aplicació. Es pot utilitzar amb Ethernet que funciona amb cablejat de parell trenat, fibra monomode i multimode.
Com que EtherChannel aprofita el cablejat existent, el fa molt escalable. Es pot utilitzar a tots els nivells de la xarxa per crear enllaços d'amplada de banda més gran a mesura que augmenten les necessitats de trànsit de la xarxa. Tots els commutadors de Cisco tenen la capacitat de suportar EtherChannel.
Quan es configura un EtherChannel, tots els adaptadors que formen part del canal comparteixen la mateixa adreça de capa 2 (MAC). Això fa que l'EtherChannel sigui transparent per a les aplicacions de xarxa i els usuaris perquè només veuen una connexió lògica; no tenen coneixement dels enllaços individuals.
EtherChannel agrega el trànsit a tots els ports actius disponibles al canal. El port es selecciona mitjançant un algorisme hash propi de Cisco, basat en les adreces MAC d'origen o de destinació, les adreces IP o els números de port TCP i UDP. La funció hash dóna un nombre entre 0 i 7, i la taula següent mostra com es distribueixen els 8 números entre els 2 i 8 ports físics. En la hipòtesi de l'algoritme hash aleatori real, les configuracions de 2, 4 o 8 ports condueixen a un equilibri de càrrega just, mentre que altres configuracions condueixen a un equilibri de càrrega injust.
| Nombre de Ports a l'EtherChannel | Equilibri de càrrega relació entre Ports |
| -------------------------------- | ---------------------------------------- |
| 8                                | 1:1:1:1:1:1:1:1                          |
| 7                                | 2:1:1:1:1:1:1                            |
| 6                                | 2:2:1:1:1:1                              |
| 5                                | 2:2:2:1:1                                |
| 4                                | 2:2:2:2                                  |
| 3                                | 3:3:2                                    |
| 2                                | 4:4                                      |

La tolerància a errors és un altre aspecte clau d'EtherChannel. Si un enllaç falla, la tecnologia EtherChannel redistribuirà automàticament el trànsit als enllaços restants. Aquesta recuperació automàtica triga menys d'un segon i és transparent per a les aplicacions de xarxa i l'usuari final. Això fa que sigui molt resistent i desitjable per a aplicacions de missió crítica.
El protocol spanning tree (STP) es pot utilitzar amb un EtherChannel. STP tracta tots els enllaços com un sol i les BPDU només s'envien a un dels enllaços. Sense l'ús d'un EtherChannel, STP tancaria efectivament qualsevol enllaç redundant entre commutadors fins que s'interrompi una connexió. Aquí és on és més desitjable un EtherChannel, ja que permet l'ús de tots els enllaços disponibles entre dos dispositius.
Els EtherChannels també es poden configurar com a troncals de VLAN. Si qualsevol enllaç únic d'un EtherChannel està configurat com a tronc de VLAN, tot l'EtherChannel actuarà com a tronc de VLAN. Cisco ISL, VTP i IEEE 802.1Q són compatibles amb EtherChannel.

## Limitacions
Una limitació d'EtherChannel és que tots els ports físics del grup d'agregació han de residir al mateix commutador, excepte en el cas d'una pila de commutadors, on poden residir en diferents commutadors de la pila. El protocol SMLT d'Avaya elimina aquesta limitació permetent que els ports físics es divideixin entre dos commutadors en una configuració de triangle o 4 o més commutadors en una configuració de malla. El Virtual Switching System (VSS) de Cisco permet la creació d'un Multichassis Etherchannel (MEC) similar al protocol DMLT que permet agregar ports cap a diferents xassís físics que formen una única entitat de commutació virtual. També Extreme Networks pot fer aquesta funcionalitat mitjançant l'agregació multienllaç M-LAG. La sèrie d'interruptors Cisco Nexus permet la creació d'un Virtual PortChannel (vPC) entre un dispositiu remot i dos commutadors Nexus individuals. Els dos commutadors de Cisco Nexus implicats en un vPC es diferencien de la tecnologia d'apilament o VSS, ja que l'apilament i el VSS creen un únic pla de dades i control a través dels múltiples commutadors, mentre que vPC crea un únic pla de dades a través dels dos commutadors Nexus mantenint els dos plans de control. separats.

## Components
EtherChannel es compon dels següents elements clau:
- Enllaços Ethernet — EtherChannel funciona amb enllaços definits per l'estàndard IEEE 802.3, inclosos tots els estàndards inferiors. Tots els enllaços d'un únic EtherChannel han de tenir la mateixa velocitat.
- Maquinari compatible — tota la línia de commutadors Cisco Catalyst, així com els encaminadors basats en programari Cisco IOS admeten EtherChannel. La configuració d'un EtherChannel entre un commutador i un ordinador requereix suport integrat al sistema operatiu; FreeBSD, per exemple, és compatible amb EtherChannel mitjançant LACP. S'admeten diversos EtherChannels per dispositiu; el nombre depèn del tipus d'equip. Els commutadors Catalyst 6500 i 6000 admeten un màxim de 64 EtherChannels.
- Configuració — un EtherChannel s'ha de configurar mitjançant el Cisco IOS en commutadors i encaminadors, i utilitzant controladors específics quan es connecta un servidor. Hi ha dues maneres principals de configurar un EtherChannel. El primer és emetre manualment una ordre a cada port del dispositiu que forma part de l'EtherChannel. Això s'ha de fer per als ports corresponents dels dos costats de l'EtherChannel. La segona manera és utilitzar el protocol d'agregació de ports (PAgP) de Cisco o el LACP de l'IETF per a l'agregació automatitzada de ports Ethernet.